# Tony Robbins
Anthony J. Robbins (North Hollywood, Califòrnia; 29 de febrer de 1960), més conegut com a Tony Robbins, és un escriptor de llibres de desenvolupament personal, finances personals i orador motivacional nord-americà.

## Primers anys
Robbins va néixer amb el nom d'Anthony J. Mahavoric a North Hollywood, Califòrnia, el 29 de febrer de 1960. Robbins és el més gran de tres fills i els seus pares es van divorciar quan ell tenia 7 anys. La seva mare es va tornar a casar (més d'una vegada), inclòs un matrimoni amb Jim Robbins, qui era exjugador de beisbol semiprofessional.
Durant l'escola secundària, Robbins va créixer 25 centímetres, un creixement accelerat que després es va atribuir a un tumor pituïtari. Ha dit que la seva vida familiar era "caòtica" i "abusiva". Quan tenia disset anys, va marxar de casa i mai va tornar. Robbins després va treballar com a conserge i no va assistir a la universitat.

## Carrera
Nascut en una família d'origen croat, va arribar a ser ben conegut a través dels seus infomercials i llibres d'autoajuda, Poder sense límits. Robbins escriu sobre temes com la salut i l'energia, els temors de la superació, la comunicació persuasiva, i sobre com millorar les relacions. Va començar la seva carrera en l'aprenentatge de molts oradors de motivació diferents, i promou seminaris del seu mentor personal, Jim Rohn. Està profundament influenciat per la programació neurolingüística i una varietat de coaching estratègic.
El treball de Robbins ha format part dels mitjans de comunicació més importants, incloent mitjans com ara Time, Newsweek, Fortune, Forbes, Life, GQ, Vanity Fair, Business Week, Tycoon and Success magazins, la CBS Evening News, NBC News, Fox News, CNN i A&E, així com diaris, programes de ràdio, i mitjans de comunicació d'Internet arreu del món. Ha estat aparegut o ha estat esmentat en 15 pel·lícules importants, incloent un cameo en la pel·lícula "Shallow Hal". L'any 2007, va ser nomenat en la llista de la revista Forbes "Celebrity 100".
Entre les persones a les quals ha acompanyat i aconsellat es troben presidents com Mikhaïl Gorbatxov, Bill Clinton, Nelson Mandela i Donald Trump,, top manager d'empreses com IBM, American Express i Kodak, així com esportistes com el tennista Andre Agassi (gràcies al seu coaching va passar del lloc 30, al podi en els US Open de 1994). Al jugador de bàsquet, Michael Jordan i l'equip de l'America 3 (que va vèncer la Copa Amèrica el 1992).
Els seus programes han arribat a més de 4 milions de persones de 100 països arreu del món.
Anthony Robbins es va situar entre els "Top 50 Business Intellectuals in the World" per l'Institut d'Accenture pel Canvi Estratègic. Robbins va parlar a Escola de Negocis de Harvard i va ser classificat per l'escola entre els "Top 200 Business Gurus".
El juliol de 2010, NBC va debutar Tony Robbins: Life Coach, un reality show on Robbins ajuda als participants del programa a enfrontar els seus desafiaments personals. Però es va cancel·lar al març de 2012 després d'emetre dues de les sis temporades previstes, a causa d'una baixa audiència de 2,8 milions.

## Obres

### Llibres
- Robbins, Anthony. Unlimited Power: The New Science of Personal Achievement.  Nova York: Simon & Schuster, 1983, p. 448 pages. ISBN 0-684-84577-6.

Traducido al català com Poder sense límits
- Robbins, Anthony. Awaken the Giant Within.  Nova York: Simon & Schuster, 1992, p. 544 pages. ISBN 0-671-79154-0.

Traduït al català com a Despertant al gegant interior
- Robbins, Anthony. Giant Steps.  Nova York: Fireside, 1994, p. 416 pages. ISBN 0671891049.
- Robbins, Anthony. Notes from a Friend: A Quick and Simple Guide to Taking Control of Your Life.  Nova York: Fireside, 1995, p. 112 pages. ISBN 068480056X.

Traduït al català com a Missatge a un amic: com fer-se càrrec de la pròpia existència
- Robbins, Anthony. Money Master the game.  Nova York: simon & schuster, 2014, p. 656 pages. ISBN 978-1-4767-5780-3.

Traduït al català com Diners: domina el joc: Com aconseguir la llibertat financera en 7 passos
- Robbins, Anthony & Mallouk, Peter. Unshakeable: Your Financial Freedom Playbook.  Nova York: simon & schuster, 2019, p. 256 pages. ISBN 978-1-5011-6458-3.

Traduït al català com a Infrangible | imbatible

### CD/DVD
- Robbins, Anthony. The Edge: The Power to Change Your Life Now.  Megaforce / Nightingale-Con, 2006, p. DVD.
- Robbins, Anthony. Live with Passion!: Stategies for Creating a Compelling Future.  Simon & Schuster, 2002. ISBN 0-7435-2521-3.
- Robbins, Anthony. Get The Edge (incl. Personal Power Classic Edition).  Guthy-Renker, 2001.
- Robbins, Anthony. Get The Edge.  Guthy-Renker, 2000.
- Robbins, Anthony. Lessons in Mastery.  Simon & Schuster Audio/Nightingale-Con, 1998. ISBN 0-7435-2515-9.
- Robbins, Anthony. Personal Power Classic Edition.  Guthy-Renker, 1996.

### Pel·lícules o films
- Shallow Hal (2001), ("Amor cec")
- I Am Not Your Guru (2016) ("No sóc el teu guru")

## Assessories
En el seu llibre Despertant al gegant interior, Robbins recorda reunions amb diverses celebritats, dient que eren els seus estudiants. Les persones esmentades eren Nelson Mandela, Mikhaïl Gorbatxov, Bill Clinton, Margaret Thatcher, François Mitterrand i la princesa Diana.
- Robbins, Anthony. Awaken the Giant Within.  Nova York: Simon & Schuster, 1992, p. 544 pages. ISBN 0-671-79154-0.

### Seminaris
Robbins organitza diversos seminaris a l'any, la majoria d'ells amb un tema d'"autoajuda" i "pensament positiu", amb participació en caminades de foc, massatges, participació de l'audiència i exercicis físics. Un d'aquests seminaris amb el nom "Date With Destiny" ("Cita amb el destí") és l'escenari principal del documental fílmic "Tony Robbins: I Am Not Your Guru. 2016" ("Tony Robbins: No sóc el teu guru").

### Altres
- Living Health
- The Time of Your Life
- Mastering Influence
- The Ultimate Relationship Program (Robbins-Madanes)
- Leadership In Times of Crisis (Robbins-Madanes)
- Reclaiming Your True Identity (Robbins-Madanes)
- Conquering Overwhelming Loss (Robbins-Madanes)
- Personal Training System
- Unleash The Power Within